# Intervention militaire de 2011 en Libye
Première guerre civile libyenne
Batailles
- 1re Benghazi
- El Beïda
- Derna
- 1re Tripoli
- Misrata
- 1re Zaouïa
- Djebel Nefoussa (1re Dehiba
- 2e Dehiba
- Gharyan)
- 1re Brega
- 1re Ras Lanouf
- 1re Ben Jawad
- 2e Ras Lanouf
- 2e Brega
- 1re Ajdabiya
- 2e Benghazi
- 2e Ajdabiya
- 1re golfe de Syrte
- 3e Brega
- Al Jawf
- Front de Misrata (Zliten
- Tawarga
- 2e Zaouïa
- 4e Brega
- Fezzan
- Birak)
- 5e Brega
- 3e Zaouïa
- 2e Tripoli
- 2e Sebha
- 2e golfe de Syrte (Syrte)
- Offensive de Bani Walid (Tarhounah - Bani Walid)

- Intervention militaire de l’OTAN
- Opération Ellamy (Royaume-Uni)
- Opération Harmattan (France)
- Opération Odyssey Dawn (États-Unis)
- Opération Mobile (Canada)

L'intervention militaire de 2011 en Libye est une opération militaire multinationale sous l'égide de l'Organisation des Nations unies (ONU), qui s'est déroulée entre le 19 mars 2011 et le 31 octobre 2011, dont l'objectif est la mise en œuvre de la résolution 1973 du Conseil de sécurité des Nations unies.
Les noms de codes des interventions des armées mandatées par l'ONU sont l'opération Harmattan pour la France, l'opération Ellamy pour le Royaume-Uni, l'opération Odyssey Dawn pour les États-Unis, l'opération Mobile pour le Canada et l'opération Unified Protector pour l'OTAN.
Au cours de la guerre civile libyenne de 2011, la résolution 1970 du 26 février 2011 de l'ONU, exécutée sous le nom de code américain Unified Protector, met en place un embargo sur les armes à destination de la Libye et bloque entre autres les avoirs du régime en place, tandis que la résolution 1973 instaure une zone d'exclusion aérienne au-dessus du territoire de la Jamahiriya arabe libyenne et permet de « prendre toutes les mesures jugées nécessaires pour protéger les populations civiles ». À partir du 31 mars 2011, l'ensemble des opérations sont conduites par l'OTAN dans le cadre de l'opération Unified Protector.

## Contexte
En mars 2011, durant la révolution libyenne, les combats opposant les forces fidèles au colonel Mouammar Kadhafi à celles des rebelles opposés à son régime, auraient fait des milliers de morts,. Les insurgés ayant perdu beaucoup de terrain se sont retranchés notamment à Misrata et surtout Benghazi. À la veille de l'assaut final contre cette dernière ville, ils sont alors menacés d'une répression sanglante par le dirigeant de la Jamahiriya arabe libyenne.
Le 10 mars 2011, le président Nicolas Sarkozy reçoit à Paris les représentants du conseil national de transition et est le premier chef d'État à reconnaître officiellement cet organe de l'insurrection comme seul représentant de la Libye. Le lendemain, 11 mars 2011, la France, avec le soutien du Royaume-Uni, soumet au sommet de Bruxelles une demande d'instauration d'une zone d'exclusion aérienne. La chancelière allemande Angela Merkel refuse et recueille le soutien d'une majorité des 27 États de l'Union européenne. Le président Sarkozy se retrouve isolé lors du sommet du G8 à Paris. Cependant, au Moyen-Orient, l'Arabie saoudite cède aux velléités du Qatar : le roi Abdallah a un vieux compte personnel à régler avec Mouammar Kadhafi, soupçonné d'avoir été mêlé à un projet d'attentat contre lui, en 2003, à l'époque où il était prince héritier ; et en mars 2009, à Doha, Kadhafi l'a qualifié de « marionnette » des Britanniques et des Américains devant tous ses pairs arabes. La Ligue arabe demande ainsi l'instauration de cette zone d'exclusion aérienne, ce qui permet au président Nicolas Sarkozy et à son ministre des Affaires étrangères Alain Juppé de lancer une bataille diplomatique au conseil de sécurité des Nations unies. L'avancée des troupes de Kadhafi sur Benghazi est telle qu'un massacre de grande ampleur est annoncé. Le président Obama rejoint le président Sarkozy et le Premier ministre Cameron.
Le 19 mars, deux jours après le vote de la résolution 1973 du Conseil de sécurité des Nations unies instaurant une zone d'exclusion aérienne au-dessus du territoire libyen, les pays concernés se réunissent à Paris pour un sommet spécial sur les éventuelles frappes contre les forces gouvernementales. La veille, le régime de Mouammar Kadhafi avait annoncé un cessez-le-feu et la fermeture de leur espace aérien, pour se « conformer à la résolution de l'ONU ». Les opposants au régime estiment qu'il s'agit d'une « ruse » dans le but de gagner du temps. En effet, le régime libyen prétend respecter le cessez-le-feu qu'il avait lui-même décrété, mais les insurgés affirment que les bombardements contre les opposants se poursuivent, à Misrata et Benghazi notamment. Toutefois, ces affirmations de bombardements de Benghazi ne sont pas avérées,.
Le 23 mars 2011 le président Nicolas Sarkozy déclare : « Si Kadhafi était entré dans Bengazhi, Srebrenica à côté serait passé pour un non-événement… L'Europe elle n'avance pas sans l'Allemagne ; mais pour la défense, on avance avec les Anglais… Le deuxième objectif de cette opération en Libye, c'est toute la question de nos relations avec les pays arabes réussissant leur marche vers la démocratie… et puis la troisième chose, ce sont les valeurs de la France. Si nous n'avions pas fait ça, ç'aurait été une honte. »

## Moyens

Pays de la coalition
Libye

La France (« opération Harmattan »), le Royaume-Uni (« Opération Ellamy »), le Canada (« Opération MOBILE »), la Norvège, le Danemark, l'Espagne, la Grèce, la Belgique, les États-Unis, la Pologne et le Qatar ont déjà officiellement annoncé qu'ils participeront à l'application de la résolution de l'ONU. Le 24 mars 2011, les Émirats arabes unis ont confirmé leur participation aux opérations en Libye par l'envoi de 12 avions de combat (6 F-16E et 6 Mirage 2000-9). Depuis le vendredi 28 mars, des patrouilles mixtes de Mirage 2000-5 français et qataris ont débuté depuis la base aérienne de La Sude située en Crète. Au total, six avions du Qatar et trois appareils français sont alors opérationnels en Crète. Le coût de l'opération est de 320 millions d'euros pour la France, le plus important contributeur financier de la coalition.
À la demande de la France, qui ne souhaitait pas l'implication de l'OTAN pour des raisons diplomatiques avec la Ligue arabe, les premiers jours le CAOC (Combined Air Operations Center) de l'OTAN situé à Ramstein en Allemagne coordonnait les opérations aériennes entre le CDAOA (Commandement de la défense aérienne et des opérations aériennes) de Lyon Mont-Verdun et son homologue britannique implanté à Northwood. À partir du jeudi 31 mars, les opérations de la coalition sont passées sous la responsabilité du CAOC-5 de l'OTAN installé sur la base italienne de Poggio Renatico, à 40 km au nord de Bologne. Son commandant en chef est Charles Bouchard de l'Aviation royale canadienne. Avec son état-major, il est installé dans le Joint Force Command de Naples.
Les opérations navales sont dirigées depuis le navire amiral de la Sixième flotte américaine basée habituellement à Gaète (Italie) : l'USS Mount Whitney.
Les forces françaises restent cependant sous le contrôle opérationnel du chef d'état-major des armées françaises et sous le contrôle politique du président Sarkozy. Les pilotes disposent d'une cockpit delegation qui leur permet de frapper une cible sans nécessité de demander une approbation préalable extérieure, du fait de l'absence de forces militaires alliées au sol.
Plusieurs pays européens, comme le Portugal, ont refusé d'envoyer des forces militaires.
Le 7 avril 2011, la Suède rejoint la coalition en envoyant huit chasseurs Gripen et 130 militaires de l'armée de l'air suédoise sur la base aérienne de Sigonella en Sicile. Cependant, les Gripen s'avérèrent incapables d'effectuer des frappes au sol. De plus, l’influence de la Suède en Libye en cas d’intervention risque d’être limitée, puisqu’elle ne fait pas partie de l’OTAN. Le professeur Anders Cedergren confirme cette thèse :

« Nous n’avons pas accès au système de gestion de combat utilisé par l’OTAN, appelé Link-16. Il est donc probable qu’on ne nous attribue aucune tâche de combat, mais plutôt la responsabilité de patrouilles ou la recherche de renseignements. »

## Avions utilisés par la coalition au15 avril 2011
| Pays                            | Nombre | Notes |
| ------------------------------- | ------ | --- |
| Drapeau de la France            | 72     | Début avril 2011, 23 aéronefs sont basés sur la base aérienne Solenzara (Corse), dont 9 Rafales provenant de la BA 113 de Saint-Dizier-Robinson, 8 Mirage 2000 D provenant de la BA 133 de Nancy-Ochey, 6 Mirage 2000-5 de la BA 102 de Dijon-Longvic. Depuis le 19 avril, 4 Mirage 2000-5 et 6 Mirage 2000D transférés de Solenzara sur la base aérienne de La Sude et 5 Rafale à Sigonella. S'ajoutent à ce dispositif des E3F AWACS opérants de la base d'Avord, 10 Rafale M, 6 SEM, 2 E-2 Hawkeye et 2 C-2 Greyhound sur le porte-avions Charles de Gaulle (TF 473) et 3 hélicoptères de combat Tigre, 3 Puma et 16 Gazelle embarqués ou sur le BPC Tonnerre ou sur le Mistral ,. Un drone de surveillance Harfang depuis Sigonella à partir du 24 août. |
| Drapeau des États-Unis          | 50     | Basés en Allemagne, au Royaume-Uni, en Italie et sur les bases aériennes de Rota et Morón . À partir du 1er avril 2011 les États-Unis retirent les 40 avions de combat déployés jusqu'alors et ne participent plus qu'aux opérations de surveillance, de soutien (ravitaillement en vol, transport logistique, etc.) et de suppression des défenses antiaériennes ennemies SEAD (en) avec les 50 autres avions. Des frappes au sol sont donc encore effectuées par les avions américains lorsque ces défenses sont activées. Drone de surveillance et de combat Predator. |
| Drapeau du Royaume-Uni          | 33     | 10 avions de combat Eurofighter et 12 Tornados basés sur la base aérienne de Gioia del Colle (en) 3 Sentry AEW.1, 1 Nimrod R1, 1 Sentinel R1, 2 VC10, 4 hélicoptères de combat Apache embarqués sur le HMS Ocean. |
| Drapeau de l'Italie             | 29     | Quatre Tornado, quatre Eurofighter Typhoon, des AMX et autres appareils basés sur la base aérienne de Trapani et Sigonella . Le porte-aéronef Garibaldi avec 8 Harrier. |
| Drapeau des Émirats arabes unis | 12     | Six Mirage 2000-9 et six F-16E basés sur la base aérienne de Decimomannu (en) . |
| Drapeau du Canada               | 11     | Sept CF-18, deux Aurora CP‑140 basés sur la base aérienne de Trapani,, deux Polaris CC‑150 basés sur la base aérienne de Sigonella . |
| Drapeau de la Turquie           | 7      | |
| Drapeau des Pays-Bas            | 7      | Six F-16 et un KDC-10 basés sur la base aérienne de Decimomannu . |
| Drapeau de la Belgique          | 6      | Six F-16 basés sur la base aérienne d'Araxos . |
| Drapeau de la Norvège           | 6      | Six F-16 basés sur la base aérienne de Souda Bay . |
| Drapeau de l'Espagne            | 6      | Quatre F-18, un avion de surveillance maritime, un avion de ravitaillement basés sur la base aérienne de Decimomannu . |
| Drapeau du Qatar                | 6      | Six Mirage 2000-5 basés sur la base aérienne de Souda Bay . |
| Drapeau du Danemark             | 4      | Quatre F-16 basés sur la base aérienne de Sigonela . |
| Drapeau de la Suède             | 9      | Huit Gripen et un C-130 Hercules de ravitaillement en vol soit 130 militaires sur la base aérienne de Sigonela . |
| Drapeau de la Grèce             | 3      | Deux F-16, un AEWC R-99A. |

### Forces navales

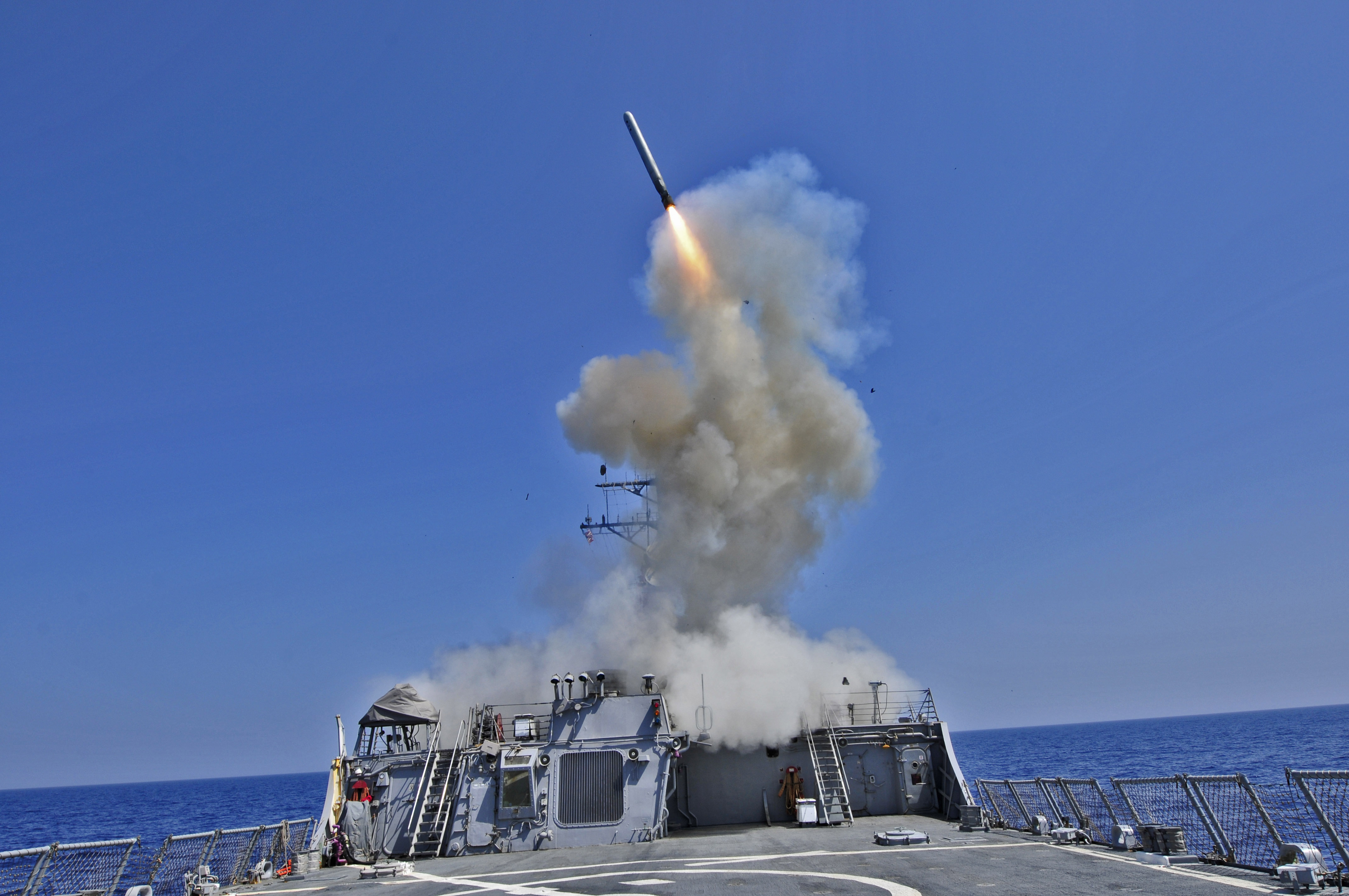
Lancement d'un Tomahawk par le destroyer le 29 mars 2011.

- Belgique : le chasseur de mines M923 Narcis, classe Tripartite de la Composante marine a été sur zone, relevé ensuite par le Lobelia.
- Bulgarie : la frégate de classe Wielingen Drazki à partir de mai 2011[64].
- Canada: la frégate NCSM Charlottetown et à son bord un hélicoptère CH-124 Sea King[65].
- Espagne : une frégate anti-aérienne de classe Álvaro de Bazán (F-100) et un sous-marin de classe Agosta[64].
- États-Unis : le navire amiral de la Sixième flotte des États-Unis USS Mount Whitney, commandant les opérations navales (Odyssey Dawn)[66] ; le groupe amphibie de l'USS Kearsarge est sur zone et doit être relevé dans les jours suivants par celui du USS Bataan parti le 23 mars de Norfolk[67] ; 2 sous-marins nucléaires d'attaque USS Providence et USS Scranton de la classe Los Angeles ; le sous-marin nucléaire lanceur de missiles de croisière USS Florida de la classe Ohio.
- France : la frégate de défense aérienne Forbin et la frégate antiaérienne Jean Bart sont au large de la Libye depuis le 19 mars. Le groupe aéronaval constitué du porte-avions nucléaire Charles de Gaulle, de la frégate furtive Aconit, de la frégate ASM Dupleix, du pétrolier ravitailleur Meuse et d'un sous-marin nucléaire d'attaque a appareillé de Toulon le 20 mars sous le nom de task force 473[68]. Le BPC Tonnerre a appareillé de Toulon le 17 mai embarquant 19 hélicoptères de combat[69]. La frégate Courbet a remplacé la frégate Aconit en avril.
- Pays-Bas : le HNLMS Haarlem (M853), un chasseur de mines de la classe Tripartite.
- Roumanie : la frégate Regele Ferdinand (en) sur zone à partir du 30 avril 2011[70].
- Royaume-Uni : les HMS Triumph[71], HMS Turbulent[72], HMS Cumberland (en)[73], HMS Liverpool[74], HMS Iron Duke, HMS Sutherland[75], HMS Brocklesby (en)[76], HMS Bangor (M109) (en)[72] et HMS Ocean.
- Grèce : les forces armées grecques vont contribuer à la zone d'exclusion aérienne avec une frégate et deux hélicoptères.
- Turquie : le 23 mars, la Turquie met 5 navires et un sous-marin à disposition de l'OTAN[77].

À partir du début de l'intervention, la marine libyenne reste au port ou limite ses activités à des patrouilles de garde-côtes. Cependant le 29 mars 2011, trois petits bâtiments tirant sur des navires de commerce dans le port de Misrata, dont vraisemblablement un patrouilleur de type PV30-LS, sont mis hors d'usage ou détruits par un P-3 Orion de l'US Navy et des A-10 de l'USAF. La marine libyenne a tenté de miner le port de Misrata avec plusieurs vedettes rapides dans la nuit du 28 au 29 avril, ce qui a conduit la frégate Courbet à effectuer, officiellement, des tirs de semonce ; une vedette est coulée et le reste du groupe a fait demi-tour mais plusieurs mines ont été trouvées sur zone.

## Déroulement des opérations

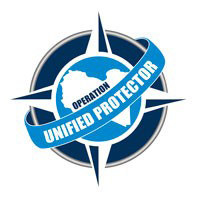
Logo de l'opération Unified Protector.

### Observation et supériorité aérienne
À partir du 9 mars 2011, l'OTAN maintient des avions de guet aérien Boeing E-3 Sentry en vol 24 heures sur 24 au-dessus de la Méditerranée centrale. Le même jour, la marine nationale française catapulte du Charles de Gaulle un chasseur-bombardier Rafale doté d'une nacelle de reconnaissance.
Le 19 mars 2011 à 12 h 30 UTC commencent les opérations aériennes avec la patrouille de huit Rafale (dont deux équipés de la nacelle de reconnaissance Reco-NG), de deux Mirage 2000D, de deux Mirage 2000-5, de six avions ravitailleurs KC-135FR et d'un Boeing E-3F Sentry. Les missions durent 6 h 30 pour les chasseurs partis de France, dont 2 h 30 de patrouille au-dessus de la Libye. L'Armée de l'air française est vite rejointe par d'autres nations, dont les États-Unis, avec les F-18 embarqués sur l'USS Enterprise, mouillant dans le golfe de Syrte.
Le 24 mars 2011, un avion radar Awacs de la coalition détecte un aéronef qui opère en violation de la résolution 1973 des Nations unies dans la zone de Misratah, à 200 km à l'est de Tripoli. Une patrouille de Mirage 2000 et une patrouille Rafale de l'armée de l'air française sont envoyées sur zone et confirment la présence d'un avion de combat Soko G-2 Galeb de l'armée de l'air libyenne qui atterrit sur l'aéroport de Misratah. Les Rafale détruisent alors l'appareil au moyen d'une frappe air-sol à l'aide d'une bombe guidée AASM.
Au moins cinq autres avions présentés alors comme des Galeb et deux Mi-35 sont détruits au même endroit le 26 mars 2011 mais des photos satellite montrent qu'il s'agit de cinq MiG-23 auquel le nez a été enlevé.

### Suppression des défenses aériennes libyennes (SEAD)

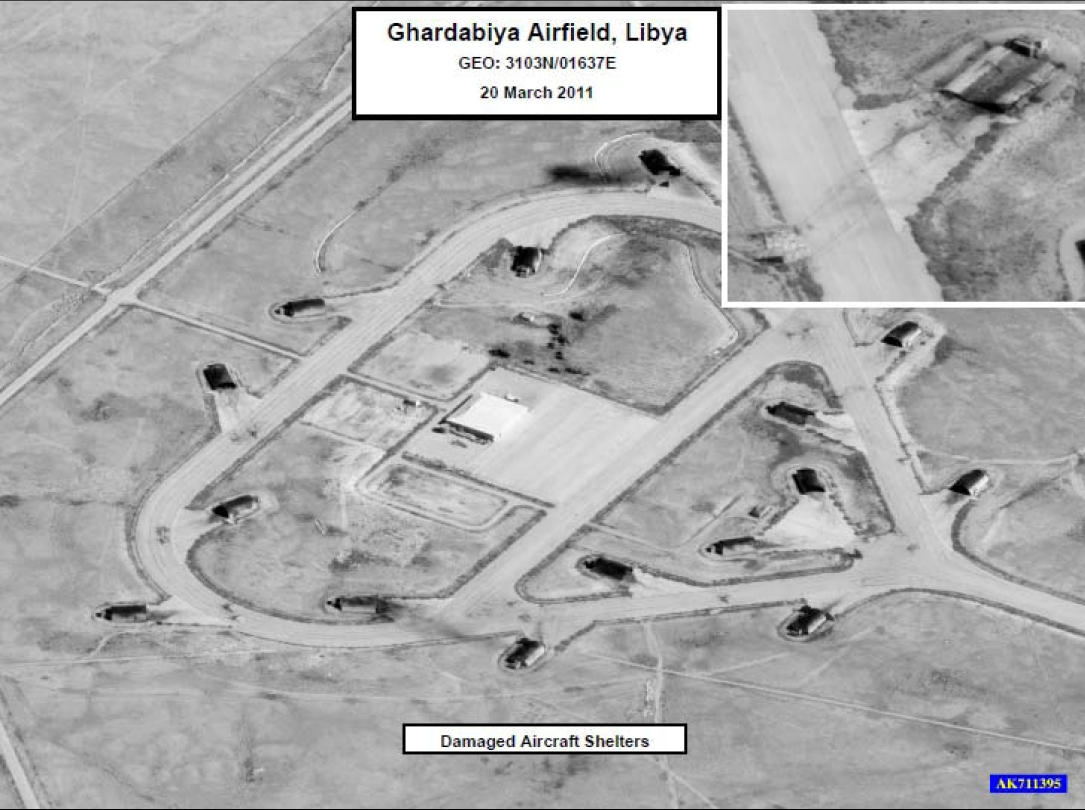
Base aérienne libyenne après des frappes de B-2 et de missiles de croisière le 20 mars 2011.

Le premier volet comprend la suppression des défenses aériennes, c'est-à-dire la destruction au sol par des chasseurs-bombardiers des appareils de l'armée de l'air libyenne, de ses pistes et de ses radars au moyen de missiles anti-radar puis de bombes guidées laser ou de précision, de ses postes de commandement et de ses systèmes de lutte antiaérienne.
Le 19 mars 2011, à 14 h 45 UTC, la Présidence de la République française annonce que « d'ores et déjà, nos avions empêchent les attaques aériennes sur la ville de Benghazi. » Le 19 mars 2011, à 19 h 30 UTC, les États-Unis et le Royaume-Uni entrent dans le conflit. Une vingtaine d'objectifs composés de nœuds de communication stratégiques et de systèmes de défense anti-aérienne libyens sont frappés à l'aide de 124 missiles de croisière BGM-109 Tomahawk tirés à partir de SSGN, de SNA et de destroyers de classe Arleigh Burke américains et d'un SNA britanniques. Durant la nuit du 19 mars 2011 au 20 mars 2011, des avions britanniques Tornado GR.4 en provenance directe de la base de RAF Marham bombardent la région de Tripoli et l'armée libyenne met en action sa défense anti-aérienne. Trois bombardiers américains B-2 lâchent quarante bombes ou quarante-cinq JDAM sur l'aéroport de Ghardabiya (en) à 15 km au sud de Syrte.
Le 29 mars l'armée française a réalisé des frappes sur un site de missiles antiaériens situé à une centaine de kilomètres au sud-ouest de Tripoli.
Le 30 mars, l'armée française a réalisé des frappes sur un site de missiles antiaériens situé à une vingtaine de kilomètres au sud de Syrte.
Il est estimé au 4 avril 2011 que la plupart des batteries de missiles sol-air S-75 Dvina, S-125 Neva, S-200 Doubna et 2K12 Kub ont été détruites. Cependant, des 9K33 Osa, mobiles car montés sur véhicules à roues, seraient encore opérationnels.

### Attaque d'unités au sol
Le 19 mars à 16 h 45 UTC, des chars de combat libyens qui menaçaient les populations civiles dans le secteur de Benghazi sont détruits par des bombes guidées laser GBU-12 et AASM de précision métrique lancées par les avions de l'Armée de l'air française. L'un des chars a été détruit par un tir AASM effectué par un Rafale à la distance de 55 km,[source insuffisante].
À partir du 20 mars, outre les avions français, participent aux frappes quinze avions américains de l'USAF ; hormis les B-2 utilisés pour le raid sur une base aérienne, des F-15E, des F-16CG Wild Weasel, quatre AV-8B Harrier II de l'USMC et des Boeing EA-18G Growler de guerre électronique de l'US Navy. Plusieurs dizaines de véhicules militaires et civils utilisés par les forces loyales au régime sont mis hors d'usage,.
Le 21 mars à 10 h 30 heure locale, un F-15E Strike Eagle de l'USAF s'est écrasé à la suite d'un incident sur l'avion. L'équipage a été récupéré sain et sauf.
Dans la nuit du 23 au 24 mars, un raid mené avec 7 missiles de croisière SCALP par des Rafale et des Mirage 2000D détruit des dépôts de munition, des installations de maintenance et le centre de commandement de la base aérienne d'Al-Joufra.
Dans la nuit du 24 au 15 mars, l'aviation française détruit avec une bombe guidée laser GBU-12 une batterie d’artillerie située dans les environs d’Ajdabiya. Finalement, le siège de la ville se termine le même jour après la destruction de 7 chars T-72 par des Tornado GR.4 armés de missiles antichar Brimstone et des Mirage 2000.
Le 29 mars, les avions de l’armée de l’air et de la marine françaises ont conduit des frappes sur des véhicules blindés et sur un important dépôt de munitions dans les régions de Misrata et Zintan.
Entre le jeudi 31 mars 2011 à 6 h et le jeudi 7 avril 2011 à 6 h, les avions de l’armée de l’air et de la marine françaises ont réalisé près de 900 heures de vol, 120 sorties d’appui et d’interdiction aérienne, 24 sorties de reconnaissance, 13 sorties de détection et de contrôle, 22 sorties de ravitaillement en vol et 28 sorties de ravitaillement type « nounou », 22 sorties de défense aérienne depuis La Sude. Le bilan de la semaine pour les avions français est le suivant : le 1er avril, un char détruit à l’ouest de Misratah. Le 2 avril, cinq véhicules blindés détruits dans la région de Syrte. Le 3 avril, deux porte-chars détruits dans la région de Ras Lanouf. Le 5 avril, un véhicule militaire détruit au sud-ouest de Brega. Le 6 avril, deux sites de missiles de défense anti-aérienne, l’un dans le sud de Zlitan, l’autre à une centaine de kilomètres au sud de Syrte.
Le 10 avril la situation était de nouveau critique pour les civils des villes d’Ajdabiya et de Misratah qui étaient bombardées par des chars du colonel Kadhafi, les avions de la coalition sont intervenus pour protéger les populations de ces deux villes et ont détruit 11 chars qui s’approchaient d’Ajdabiya et 14 chars dans la banlieue de Misratah.
Depuis le 27 avril, des Mirage 2000D français utilisent, entre autres, des bombes d'entrainement de 300 kg pour traiter les véhicules ciblés en réduisant ainsi le risque de dommages collatéraux. Les 1er, 2 et 3 juin des bombardements intensifs visent Tripoli et 10 explosions importantes sont entendues le 3 juin. Des hélicoptères de combat français (Tigre) et britanniques sont employés dès la nuit du 3 au 4 juin et détruisent 20 objectifs dont 15 véhicules blindés et 2 centres de commandement. De plus, le 7 juin pendant toute la journée des bombardements (les plus intensifs depuis le début de l'intervention internationale) ont lieu (60 bombes larguées, la résidence du colonel Kadhafi détruite, caserne de la garde républicaine en ruine et au moins 32 morts et 150 blessés)[réf. nécessaire].

« Des hélicoptères de combat sous commandement de l'OTAN ont été utilisés pour la première fois le samedi 4 juin dans des opérations militaires au-dessus de la Libye, dans le cadre de l'opération Protecteur unifié, »

a indiqué l'alliance atlantique dans un communiqué publié samedi à l'aube.

« Des hélicoptères Apache britanniques ont participé à ces attaques aériennes »

a indiqué à Londres le ministère de la Défense.
Depuis le BPC Tonnerre, des hélicoptères de l'armée française de type Tigre et Gazelle ont également conduit pour la première fois dans la nuit de vendredi à samedi des frappes au sol en Libye. C'est une première opération interarmées et internationale, tant pour les Français que pour les Britanniques, « C'était la première mission opérationnelle des Apaches de l'armée britannique depuis la mer »,.
Les avions et les hélicoptères français ont effectué, du 9 au 16 juin, plus de 250 sorties (soit 30 de plus par rapport à la semaine précédente) dont 146 ont eu pour objet des attaques au sol, lesquelles ont permis de détruire une soixantaine d’objectifs (20 bâtiments et plus de 40 véhicules militaires, notamment dans les régions de Misrata, Tripoli et Brega). Les hélicoptères Gazelle et Tigre embarqués à bord du Bâtiment de Projection et de Commandement (BPC) Tonnerre, ont été engagés à 6 reprises. Selon l’OTAN, l’une de ces missions a concerné le secteur de Zlitan, le 13 juin dernier, et visé des défenses antiaériennes, des véhicules ainsi que des bateaux. Selon une déclaration du général Elrick Irastorza, lors d’une réunion de l’Association des Journalistes de Défense :

« C’est un véritable défi technique d’avoir autant de machines sur le BPC. Cela nécessite de la compétence et de l’entraînement, non seulement de la part des pilotes, mais aussi des mécaniciens et de tous les autres, en particulier lorsque vous considérez que la plupart des opérations se déroulent de nuit et en majorité sans lumière. »

Ce propos est d'autant plus pertinent que les hélicoptères de l'ALAT, contrairement aux aéronefs de l'Armée de l'Air et de la Marine, ne sont pas équipés de la Liaison 16 et ne possèdent donc pas de connectivité avec les autres plates-formes opérant sur le théâtre d'opération.
L'OTAN a reconnu mardi 21 juin la perte d'un drone hélicoptère qui effectuait une mission de surveillance en Libye. Selon des responsables américains, l'appareil est un Fire Scout, utilisé depuis 2006 par l'armée américaine.

### Actions de surface des navires de l'OTAN
Le 2 mai 2011, la frégate française Montcalm au large de Brega engage avec son canon de 100 mm une batterie d'artillerie pro-kadhafi.
Dans la nuit du 7 au 8 mai, la frégate française Courbet ayant repéré une batterie de lance-roquette multiple tirant sur Misratah, détruit au moins l'une d'entre elles à l'aide d'une centaine d'obus de 100 mm.
Le 12 mai 2011, à partir de 2 h du matin, les frégates canadienne NCSM Charlottetown, française Courbet et le britannique HMS Liverpool ont repoussé une attaque de deux embarcations gonflables rapides pro-Kadhafi voulant a priori miner le port Misrata. Ces dernières, attaquées à la mitrailleuse par le Charlottetown et l'hélicoptère du Liverpool se sont repliées sous le couvert de l'artillerie et des lance-roquettes multiples loyalistes visant les frégates. Le Liverpool a effectué des tirs de contre-batterie avec son canon de 114 mm pour les faire taire. Pas de victimes ni de dégâts à signaler sur les navires de l'OTAN,. Le 14 avril, après des bombardements, 8 navires de guerre kadhafistes ont été détruits et d'autres endommagés[réf. nécessaire].

### Guerre psychologique
Des opérations de guerre psychologique sont menées par les alliés en direction des unités libyennes pour qu'elles ne participent plus aux hostilités. Le 23 août 2011, ils larguent ainsi les tracts suivants sur Tripoli, alors assiégée par les rebelles :

« [Au recto, un avion de l'OTAN vise des véhicules militaires :] Attention. Restez à l'écart des activités militaires. [Verso :] Officiers, soldats et combattants du régime de la glorieuse Libye. De nombreux officiers haut gradés ont déjà fait défection pour suivre leur conscience. Cessez de prendre part aux combats. Retournez auprès de votre famille et servez votre pays en déposant les armes, en abandonnant votre poste et en respectant le droit de tous les Libyens à vivre en paix. »

« [Au recto, un billet libyen à l'effigie de Kadhafi en flammes avec pour légende :] Combattants non libyens, ceci est la seule monnaie que vous recevrez pour continuer à mettre en danger des civils libyens. [Verso :] À tous les combattants non libyens dans Tripoli ! Vous avez été impliqués dans des actes violents contre des civils libyens. L'OTAN a les capacités de remplir le mandat de l'ONU pour protéger les civils et leurs aires d'habitation. L'OTAN est déterminée à faire usage de ses capacités contre toute menace. Quittez ce pays dès maintenant ! »

« [Au recto, Omar Al Mokhtar, chef de la résistance armée à la colonisation italienne, s'adresse à Muammar Kadhafi : Pourquoi permets-tu à nos frères libyens de combattre et de se tuer les uns les autres au lieu de vivre en paix ? Tu déshonores notre histoire avec des crimes contre l'humanité. [Verso :] Officiers et soldats de l'armée libyenne, Kadhafi a été inculpé par la cour pénale internationale pour crimes contre l'humanité en Libye. Les officiers et les soldats sont informés que les ordres de Kadhafi ou de son régime pour conduire des opérations militaires contre le peuple libyen ne doivent pas être obéis. Si un soldat ou un officier accomplit des actions pour commettre des crimes contre l'humanité, ils seront en violation directe du droit international. Beaucoup d'officiers et de soldats libyens se sont soulevés contre les ordres de Kadhafi de tuer des civils innocents, en choisissant de ne pas combattre. Suivez ces hommes vers un futur libyen prospère et pacifique. »

« [Au recto, un soldat libyen est coupé en deux, d'un côté il est loyaliste, de l'autre rebelle, avec comme légende :] Cessez de déchirer la Libye. Une Libye, un peuple. [Verso :] Les soldats commettant des crimes contre l'humanité seront tenus responsables par la communauté internationale. Kadhafi a été inculpé par la cour pénale internationale. Partagerez-vous une cellule de prison avec lui ? Qui s'occupera de votre famille ? Faites un choix avant qu'il ne soit trop tard — la paix et une prospérité future ou la guerre qui continue et plus de morts et de destruction. »

### Fin de l'intervention
Au lendemain de la mort de Mouammar Kadhafi, survenue le 20 octobre 2011, l'OTAN annonce qu'elle arrête la mission Unified Protector le 31 octobre 2011.

## Bilan des opérations des forces coalisées

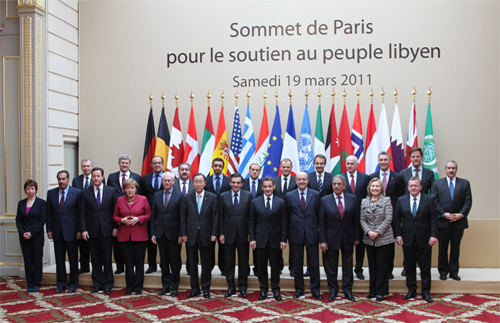
Sommet de Paris pour le soutien au peuple libyen, le 19 mars 2011.

Le département de la Défense des États-Unis déclare qu'au 28 mars 2011, un total de 192 missiles BGM-109 Tomahawk américains et 7 britanniques ont été lancés dans le cadre de cette intervention. Un total de 1 602 sorties d'avions ont été menées, 983 par les avions américains et 616 par les autres coalisés. On compte dans cet ensemble 735 sorties de combat, 370 menées par les avions américains et 367 par les avions des autres coalisés. Au 5 avril 2011, la France affirme avoir tiré 11 missiles de croisière SCALP. Au 22 août 2011, la France a effectué plus de 2 225 frappes aériennes, soit 35 % des frappes totales.
L'OTAN déclare que, du moment où elle a pris le commandement de l'opération, le 31 mars 2011 à 8 h GMT, au 27 avril 2011, l'aviation a conduit 3 981 sorties dont 1 658 de combat. Mais ce dernier nombre n'indique pas le nombre de cibles visées. Ainsi, alors qu'au jeudi 21 avril 2011, elle a effectué 152 missions, dont 62 sorties de combat, elle annonce un bilan de sept chars et treize dépôts de munitions détruits.
Un total de 662 navires ont été interpellés, 18 arraisonnés et 5 détournés depuis le début des opérations concernant l'embargo sur les armes.
Le coût de l'opération Harmattan pour la France au 30 septembre est de 300 à 350 millions d'euros. L'intervention militaire en Libye a couté 212 millions de livres sterling (248,3 millions d'euros) au Royaume-Uni, dont 145 pour les coûts opérationnels et 67 pour les munitions.
Une commission d'enquête du Conseil des droits de l'homme des Nations unies a conclu en 2014 que l'OTAN avait pris « de grandes précautions » pour éviter les pertes civiles. Cependant, elle n'a pu confirmer le bien-fondé de quatre frappes aériennes ayant causé la mort de civils, la plus grave ayant fait 34 victimes civiles le 8 août. Parallèlement, la commission d'enquête a indiqué que les forces loyalistes avaient usé de stratagèmes pour gonfler le nombre de victimes des frappes de l'OTAN.
Selon Airwars, 1 166 à 2 519 civils sont tués lors de la Première guerre civile libyenne, dont au minimum 869 civils tués par les forces khadafistes, 223 par l'OTAN et 50 par les rebelles.

## Polémiques

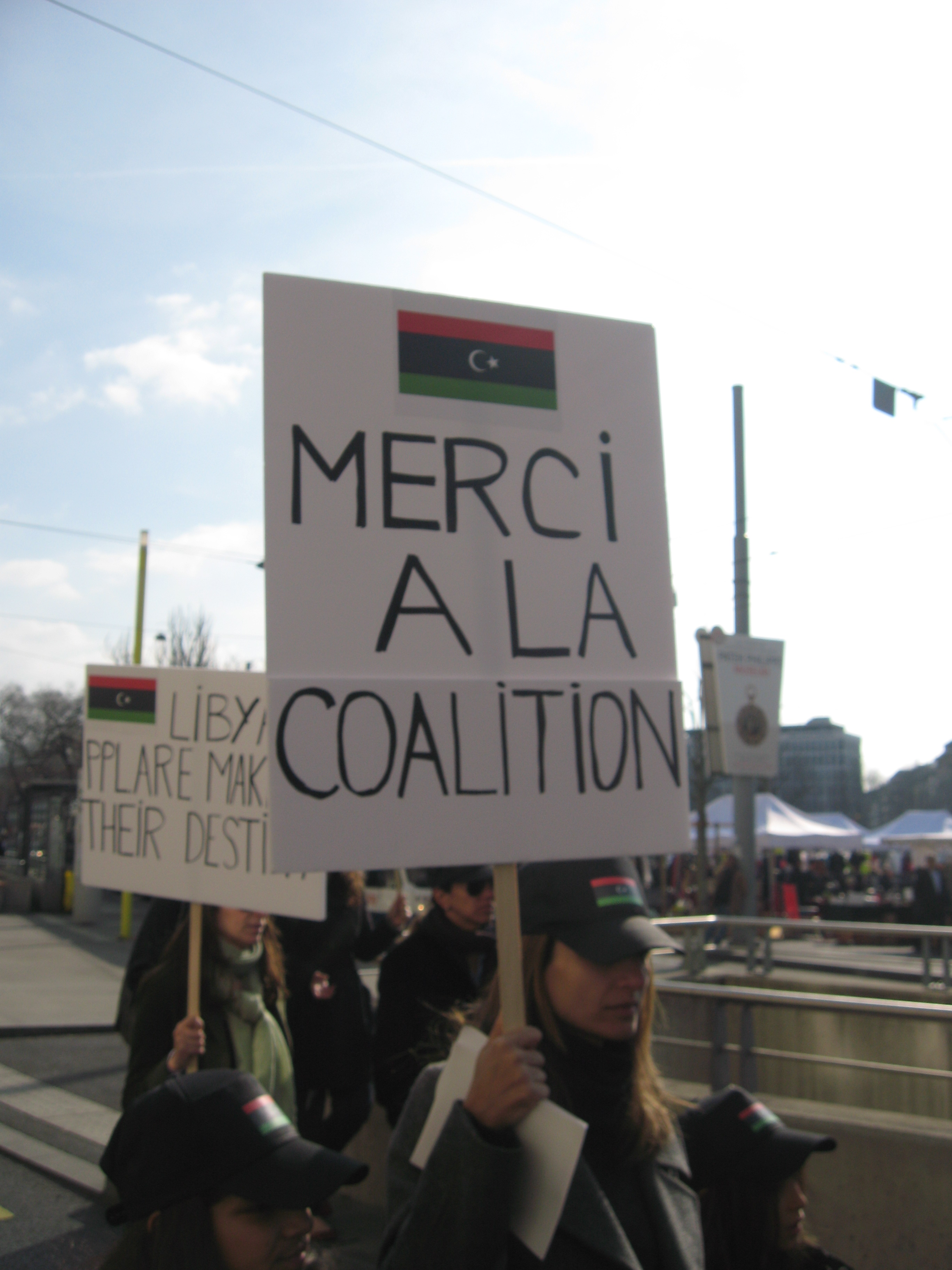
Genève, 22 mars 2011, manifestation en faveur de l'intervention de l'OTAN.

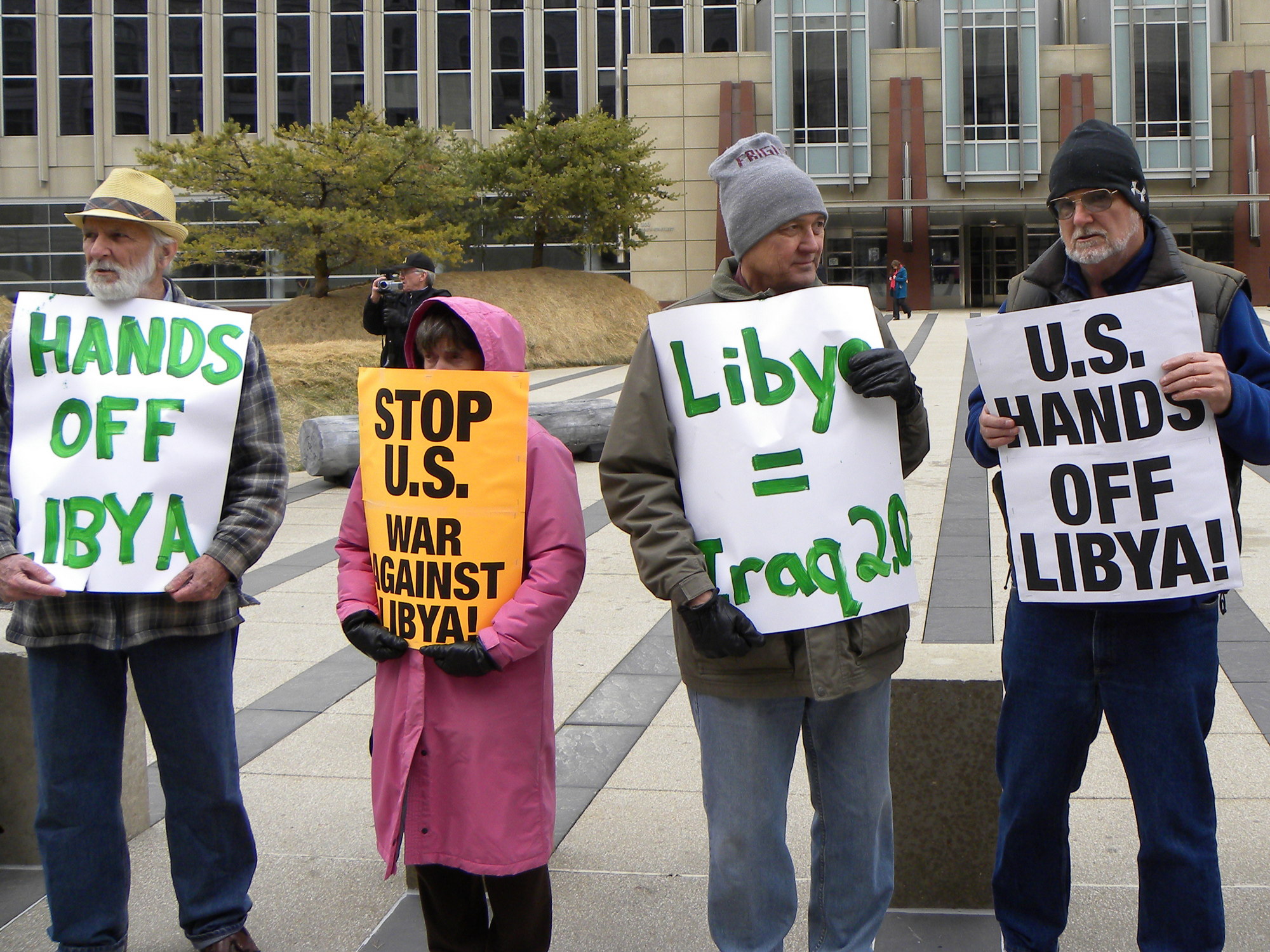
Minneapolis, 21 mars 2011, protestations contre la participation des États-Unis à l'intervention.

### Publication des courriels privés d'Hillary Clinton
En 2015, la presse américaine révèle l'affaire dite de l'emailgate : l'ancienne secrétaire d'État américaine Hillary Clinton est accusée d'avoir mis en danger la sécurité de données confidentielles en utilisant sa messagerie personnelle dans le cadre professionnel. Une série de courriels est rendue publique et dévoile des documents relatifs à l'intervention française en Libye.
Un mémo liste cinq facteurs motivant l’engagement du président Nicolas Sarkozy à mener cette guerre : « un désir d’obtenir une plus grande partie du pétrole libyen ; accroître l’influence française en Afrique du Nord ; améliorer sa situation politique intérieure en France ; offrir à l’armée française une chance de rétablir sa position dans le monde ; et répondre à l’inquiétude de ses conseillers concernant les plans à long terme de Kadhafi de supplanter la France comme puissance dominante en Afrique de l’Ouest — le gouvernement voit notamment d'un mauvais œil le projet de Kadhafi d'introduire une nouvelle devise panafricaine pour supplanter le Franc CFA, basée sur le dinar or libyen et appuyée par des réserves secrètes d'or d'une valeur de 7 milliards de dollars,,. Cette analyse est, en partie, partagée par la Commission des affaires étrangères du Parlement britannique en 2016.
Un autre mémo, daté du 5 mai, évoque des vols humanitaires organisés mi-avril 2011, qui auraient compté parmi les passagers des cadres de Total, de Vinci, et de l'EADS. Bernard-Henri Lévy, intermédiaire entre le président français et les insurgés, aurait fait savoir aux responsables du CNT qu’ils « avaient une dette envers la France au vu de son soutien précoce et que Sarkozy avait besoin de quelque chose de tangible à présenter aux leaders politiques et économiques français. » Selon une note de septembre 2011, Nicolas Sarkozy aurait exhorté les Libyens à réserver 35 % de leur industrie pétrolière à des entreprises françaises, en particulier Total,. Alors que la France représentait 9,7 % des exportations libyennes en 2012, elle devient en 2014 le deuxième client de la Libye, avec 13,1 % des exportations. Elle devance alors la Chine (qui voit sa part des exportations chuter de 12,4 % à 4 % dans le même temps) ainsi que l'Allemagne, mais reste derrière l'Italie, ancienne puissance coloniale du pays. En 2013, le pétrole représentait 97,31 % des exportations libyennes.

### Légitimité de l'intervention
Alors que dans une conférence de presse Oana Lungescu (ro), la porte-parole de l'OTAN, affirme à deux reprises qu'elle agit uniquement dans le cadre du mandat de l'ONU, certains observateurs jugent que le rôle militaire de l'OTAN a dépassé la simple protection des civils, notamment dans le déploiement au sol de forces spéciales et dans l'aide aux rebelles en dehors du mandat protection des civils,. Sur ce dernier point, Anders Fogh Rasmussen, le secrétaire général de l'OTAN, répond :

« Il n’entre pas dans notre mandat de cibler le colonel Kadhafi en tant qu’individu. Mais, naturellement, afin de protéger efficacement la population, nous avons dû frapper les centres de commandement, car ils peuvent être utilisés pour planifier et organiser les attaques contre les civils. J’affirme donc que nous avons conduit nos opérations en stricte application du mandat de l’ONU. »

Cette affirmation vient contredire la déclaration du ministre britannique de la Défense Liam Fox, qui avait ouvertement fait état de la contribution de l'Otan à la recherche de Mouammar Kadhafi, affirmant :

« Je peux confirmer que l'Otan fournit des renseignements et des équipements de reconnaissance au Conseil national de transition pour aider à localiser le colonel Kadhafi et d'autres membres restants du régime. »

Certains observateurs[Lesquels ?] après la seconde bataille de Tripoli sont critiques sur le rôle de l'Alliance et se demandent comment se serait déroulé le conflit sans l'intervention de l'OTAN et si l'OTAN est allé au-delà du mandat des Nations-Unies,.
Certains activistes[Lesquels ?] anti-américains et favorables au régime kadhafiste sont allés jusqu'à affirmer que la rébellion était commandée par l'OTAN dans le but d'intervenir en Libye et ne représentait pas la volonté populaire et, qu'en réalité, l’OTAN avait pris acte de son enlisement et ne visait plus une solution militaire classique, que sa tactique était désormais conçue pour appuyer une action politique souterraine visant à provoquer une dislocation de l’État, que ce n'était pas les rebelles qui se battaient contre l’armée libyenne et ses réservistes, mais l’OTAN. Ils affirmaient que chaque jour le CNT clamait avoir pris une localité qu’il perdait le lendemain et que la seule localité importante tenue par les « rebelles » était Benghazi, qu'ailleurs, ils n’étaient que de passage et que sans l’aide de la population ils ne parvenaient à se maintenir nulle part. Certains experts en stratégie étaient arrivés à la conclusion qu’il n’y aurait aucun moyen de prendre Tripoli, en tous cas pas avant deux ou trois ans et qu'elle resteraient à la fois loyales au gouvernement et stables. Deux mois plus tard la suite des événements contredisait ces allégations, l'ensemble de la Libye était prise par CNT et le président Nicolas Sarkozy s'exprimait à Benghazi, la ville symbole de la révolution contre le colonel Kadhafi, devant une foule en liesse.
Pour leur part, les géopolitologues se demandent si l'intervention militaire de 2011 en Libye pourrait se reproduire dans d'autres cas,. En août 2012, certaines personnalités dont l'ancien président Sarkozy et Abdel Basset Sayda, président du Conseil national syrien (CNS) et principal chef de l'opposition, demandent qu'une opération équivalente soit déclenchée « pour éviter des massacres » attribués au « régime de Damas » pendant la Guerre civile syrienne.
En 2016, la commission des affaires étrangères du Parlement britannique publie un rapport affirmant que l'intervention militaire « fut fondée sur des postulats erronés », que la menace d’un massacre de populations civiles a été « surévaluée » et que la coalition n'a pas « vérifié la menace réelle pour les civils » ; elle estime également que les véritables motivations de Nicolas Sarkozy étaient de servir les intérêts français et d'« améliorer sa situation politique en France ».
En 2017, le président français, Emmanuel Macron, déclare dans un entretien publié par huit journaux européens que la démocratie ne s'imposant pas « depuis l'extérieur », la France a « eu raison » de ne pas participer à la guerre d'Irak, mais « elle a eu tort de faire la guerre de cette manière en Libye ». Selon le président, ces deux « interventions » ont eu pour résultat des « États faillis dans lesquels prospèrent des groupes terroristes ». Il réitère ces critiques lors de sa visite d’État en Tunisie le 1er février 2018 dans un discours devant l'Assemblée des représentants du peuple déclarant que « l’Europe, les États-Unis et quelques autres ont une responsabilité dans la situation actuelle en Libye. (…) Je n’oublie pas que plusieurs ont décidé qu’il fallait en finir avec le dirigeant libyen sans qu’il y ait pour autant de projet pour la suite ».
Dan Coats, alors directeur du renseignement national américain, suggère que d'autres nations comme la Corée du Nord pouvaient y voir un exemple: « Kim Jong-il a observé, je pense, ce qu'il s'est passé dans le monde à propos des nations possédant des capacités nucléaires et de la latitude qu'elles ont, et il a vu que de la possession de la carte nucléaire résultait une importante force de dissuasion. La leçon que nous avons retenue de l'abandon par la Libye de ses armes nucléaires est, malheureusement : si vous avez des armes nucléaires, ne les abandonnez jamais. Si vous ne les avez pas, procurez-vous-en. ».